# Upplands runinskrifter 518
Upplands runinskrifter 518 är en vikingatida runsten som står i Västra Ledinge i Norrtälje kommun och den beskrevs första gången på 1860-talet av Richard Dybeck. Stenen är från tiden mellan 980 och 1015.

## Stenen
Runstenen är av grå, grovkornig granit med mörkare färginslag. Stenen lagades och restes på sin ursprungliga plats 1942. Ristningen är väl bevarad.

## Inskriften
Translitterering av runraden:
þurkir × uk × suin × þu litu × risa × stin × þina × iftiʀ × urmiʀ × uk × urmulf × uk × frikiʀ × on × etaþis × i silu × nur × ian þiʀ antriʀ × ut i × krikum × kuþ ihlbi --ʀ(a) ot × uk salu
Normalisering till runsvenska:
Þorgærðr ok Svæinn þau letu ræisa stæin þenna æftiʀ Ormæiʀ ok Ormulf ok Frøygæiʀ. Hann ændaðis i Silu nor en þæiʀ andriʀ ut i Grikkium. Guð hialpi [þæi]ʀa and ok salu.
Översättning till nusvenska:
Torgärd och Sven de läto resa denna sten efter Ormer och Ormulv och Fröger. Han slutade sitt liv norrut i silu och de andra ute i Grekland. Gud hjälpe deras ande och själ.
"Silu" kan tolkas som Selaön, men alternativ tolkning av ristningen finns där Fröger slutar sitt liv på Ösel.  
Fröger finns omnämnd på en samtida runsten i Gävle, Söderbystenen. Eftersom Fröger är ett ovanligt namn är det inte osannolikt att båda texterna syftar på samma Fröger.